# Кристіне Ополайс
Кристіне Ополайс (латис. Kristīne Opolais) — латвійська оперна співачка, сопрано.

## Біографія
Народилася 12 листопада 1979 року в Резекне, Латвійська РСР, СРСР у музичній сім'ї: мама була співачкою, батько — трубачем. Вищу музичну освіту отримала в Латвійській музичній академії імені Я. Вітолса (клас професора Р. С. Фринберг, конц. Маргарита Груздєва).
Оперний дебют Кристіне відбувся в 2001 році в Латвійській національній опері, з 2003 року вона була солісткою театру. Там же вона познайомилася зі своїм майбутнім чоловіком, диригентом Андрісом Нелсонсом. У 2006 році, після дебюту в Берлінській державній опері, Кристіне отримала широке визнання. Потім послідували дебюти в міланському театрі Ла Скала, а також у Віденській державній опері у 2008 році, і в Баварській державній опері у 2010 році, де вона виконувала головну партію в опері Антоніна Дворжака «Русалка» у постановці Мартіна Кушея.
У 2011 році відбувся дебют Кристіне Ополайс в Ковент-Гардені виконанням партії Чіо-Чіо-Сан в опері Дж. Пуччіні «Мадам Баттерфляй» у постановці Андріса Нелсонса; в тому ж році відбулося їх весілля. У 2013 році Кристіне виступала в рамках серії концертів «The Proms» в лондонському Альберт-холі, де виконувала з Симфонічним оркестром Бірмінгема арії Верді та П.І. Чайковського.
5 квітня 2014 року Кристіне Ополайс дебютувала в Метрополітен-опера в опері Дж. Пуччіні «Богема», замінивши захворілу Аніту Хартіг в партії Мімі. Рецензенти відзначили цей дебют як рекорд в історії театру, так як Кристіне зуміла дебютувати одночасно в двох спектаклях за одну добу: напередодні ввечері вона виконувала головну партію в інший опері Пуччіні — «Мадам Батерфляй». Також виконання «Богеми» стало для неї дебютом у серії кінотрансляцій «The Met: Live in HD». У підсумку Кристіне продовжила виконувати обидві партії в Метрополітен-опера протягом наступного сезону. У ході продовження співпраці з «Метрополітен опера» в 2017 році виконала головну партію в опері Антоніна Дворжака «Русалка».
У сезоні 2013/2014 Кристіне Ополайс також виконала головну партію в опері Пуччіні «Манон Леско» в Ковент-Гардені, в 2016 році ця постановка перенесена в Мет..

## Нагороди
- Почесний громадянин Резекне (2016)[15].

## Родина
- Чоловік — Андріс Нелсонс (з 2011 року), головний диригент Бостонського симфонічного оркестру (з 2013 року)[16].
- Дочка — Адріанна Анна (нар. у грудні 2011)[17]